# Gyrpanetes pukuaba
Gyrpanetes pukuaba är en skalbaggsart som beskrevs av Martins och Maria Helena M. Galileo 1998. Gyrpanetes pukuaba ingår i släktet Gyrpanetes och familjen långhorningar. Inga underarter finns listade i Catalogue of Life.